# Hydrellia pakistanae
Hydrellia pakistanae là một loài ruồi trong họ Ephydridae.